# Arroz Parellada

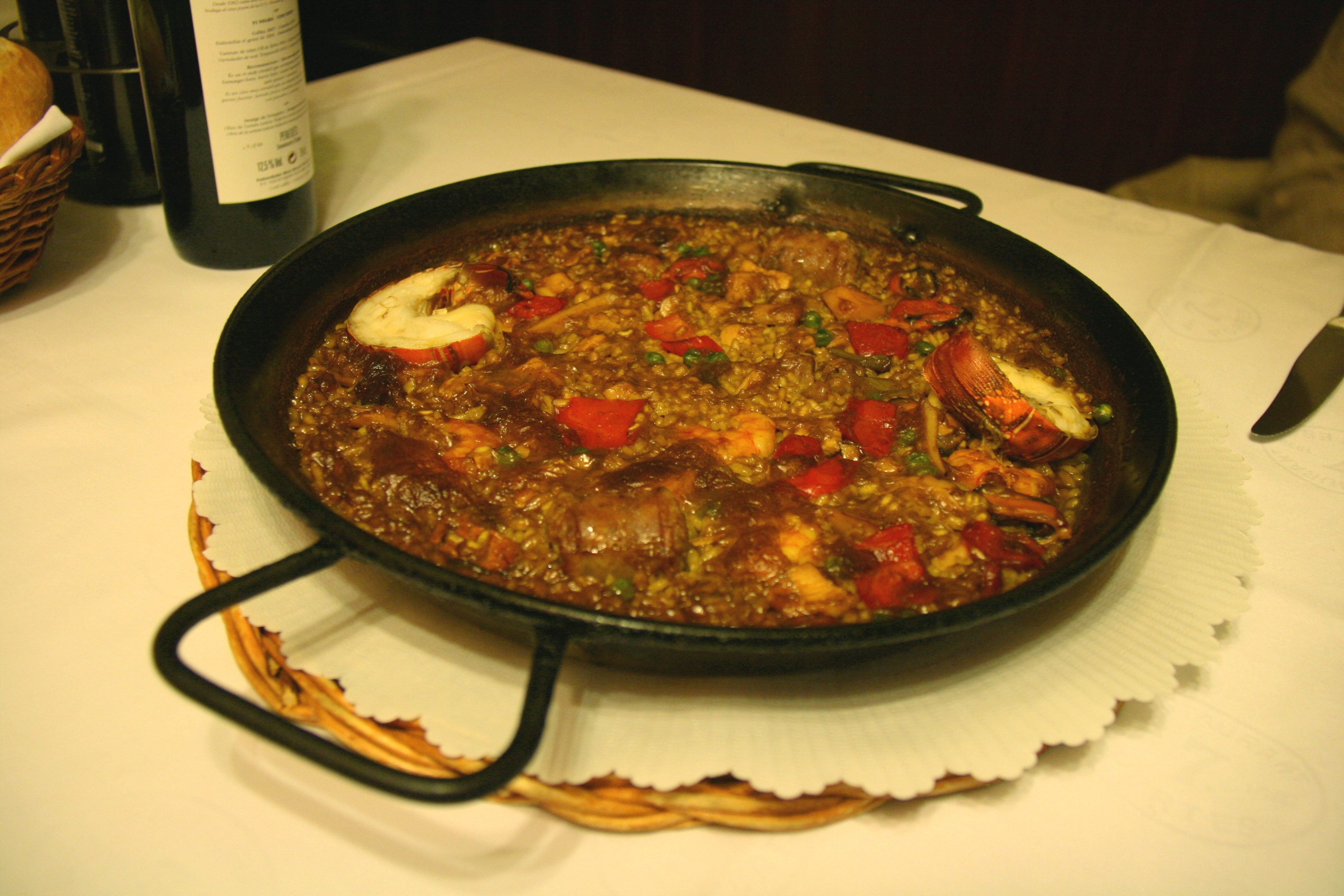
Paella Parellada en el 7 Portes.

El arroz parellada (en algunas ocasiones se denomina también paella parellada y en catalán arròs a la mandra, arròs a la gandula, arròs de cec) es un plato de arroz de origen catalán. Es muy popular en la ciudad Condal donde puede encontrarse habitualmente en los menús de los restaurantes, su nombre se debe al autor del plato: Juli Maria Parellada. Se trata de una paella mixta pero con la característica de tener los mariscos completamente mondados, y las carnes deshuesadas. Técnicamente es más parecida a un arròs a cassola si el arroz se hace con caldo, o de una paella mixta si queda seca, con la particularidad exclusiva de la delicadeza de sus ingredientes ya completamente mondados.

## Historia
El dandy barcelonés Juli Parellada vivía en un edificio ubicado en lo que es actualmente el Ateneo Barcelonés. Parellada era un cliente habitual del Café Suís (El suizo, situado en la Rambla del Centre 31) en la Barcelona de finales del siglo XIX. Su estancia habitual en este establecimiento hizo que tuviera reservada siempre una mesa en su restaurante. Parellada era un gourmet sibarita, amante de la buena mesa. Se cuenta que un día hastiado de comer las mismas cosas le pidió al camarero (que se llamaba: Jaume Carabellido) un arroz parellada y este fue con la comanda a la cocina y junto con el cocinero elaboraron el famoso arroz con los ingredientes mondados. El plato se hizo popular en El Suizo y pronto los restaurantes (Set Portes) de la ciudad lo incluían en sus menús. Incluyendo el nombre parellada o incluso denominándolo como arròs sense entrebancs (arroz sin tropiezos). En algunas ocasiones se ha llegado a denominar "paella para sibaritas".

## Características
El arroz perellada consiste en una mezcla de ingredientes incluidos sin elementos de estorbo, los mariscos (se suele mencionar gambas y langostinos) mondados, los moluscos desprovistos de sus valvas, las carnes deshuesadas, el pescado sin espinas. Quitando esta operación de limpieza con los ingredientes proteínicos que lleva como acompañamiento, el arroz se elabora igual que cualquier otro, bien sea caldoso o seco.